# 福田眞純
福田眞純（ふくだ ますみ、1958年2月6日 - ）は、日本の歌手、ミュージシャン。福岡県出身、血液型はO型。

## 来歴・人物
- ロックにのめり込んだきっかけは、小学生の時にビートルズの音楽を聴いたということで、中学生の時にはギターを弾きながらT・レックスの真似をしたり、ピンク・フロイドやクリームのような雰囲気の曲を作曲し、高校生の時にはバンド少年としての自分が出来上がっていたという。[1]
- 最終学歴は福岡大学。大学生時代から、地元・福岡のライブハウス・照和等でミュージシャンとしての活動を始める。その後、上京。
- 1983年、東京で『80%（エイティパーセント）』というバンドを結成。これと並行して福田自ら『FINレコード』というインディーズレーベルを立ち上げる。80%は1988年に解散。
- 1989年2月11日、『三宅裕司のいかすバンド天国』（TBSテレビ）に出場、一人で『方舟（はこぶね）』という曲を弾き語りで演奏する。いかすバンド天国内のコーナー『アマチュアベスト10』では、翌週2月18日から3週連続で1位を獲得、イカ天初期の人気者となる。同年、ドラマー、ギタリスト、ベーシストとコーラス2名を加えたバンド『福田眞純&SUPER MILK』を結成。SUPER MILKとして、イカ天のレーベルからCDをリリースしたが、この年内にSUPER MILKは解散。同年12月に3人組バンド『福田眞純POWDERS』を結成。
- 1990年12月1日、アントニオ猪木らが呼びかけた『平和の祭典』が湾岸戦争勃発前で緊張化したイラクの首都・バグダードで行われ、そこに河内家菊水丸らと共に参加する。
- 1991年6月5日、徳間ジャパンからシングル『NO MORE YES』をリリースし、福田眞純POWDERSとしてメジャーデビュー。
- 1993年、ソロとなり、5月・9月・12月に続けてアルバムを発売した他、10月に『紺碧の艦隊』アニメ版のエンディングテーマ『DEEP BLUE』の作詞・作曲（歌も自ら）を手掛ける。
- 1995年、アメリカへ渡り、ニューヨークのライブハウスに週一回ほどの出演などの活動をした後、翌1996年に帰国。
- その後東純二（ベース、ピカソメンバー）、河野道生（ドラム）、間宮工（ギター）との4人組バンド『福田眞純 yoga resort』を結成し、活動。
- PLUSONE Recordsからは2004年、2005年に1枚ずつアルバムをリリース、同レーベルから3枚目のアルバムリリースの予定もあったが、その直前に宮古島⇒福岡県へ移住、スローライフを送りながら次の作品の創作に向けた活動を行っているということである[2]。

## ディスコグラフィー
福田眞純&SUPER MILK 時代
- 福田眞純&SUPER MILK （1989年、イカ天レーベル）

EMPTY／あけてくれ！！／首の細い女／MAJORITY／方舟／黄昏
福田眞純POWDERS 時代
- THE POWDERS （アルバム　1990年6月、INGレーベル）

- NO MORE YES （シングル　1991年6月5日、徳間ジャパンコミュニケーションズ）

ノー・モア・イエス（SEIKO・CMソング、メジャーデビュー作品）／体はここに
- SLICE OF LIFE （1991年9月25日、徳間ジャパンコミュニケーションズ）

目覚まし時計／イメージだけが現実を造ってる／傘で突ついておくれ／VIBRATION#9／涙が見たい／DESERT STORM／誰もが愛を求めている／NO MORE YES／風向きは変わる／ここで暮らす
福田眞純 yoga resort 時代
- ひとりのボート （2004年3月、PLUSONE Records）

その気になれば／INNOCENT／ミラーボール／誰も叫ばない／雨の中で／見渡せば／カプセル／落ちる!!／熱い涙／空回り／ひとりのボート
福田眞純　ソロ名義
- CLOCKWORK MY HOUSE （1991年、EXP）　弾き語りの曲を主としたCD。

NO MORE YES／君／雨の日の過ごし方／空軍将兵ヒルツは国境線をバイクで疾走する／FOOL／プールサイドにしゃがんでた／Zippo／暗がりにくつろぎはない／時計じかけの俺んち／詩人が居ない／右向け右／殺し文句／おりてくる？／イラクからの手紙／DESERT STORM／行ったこともない地図の町／気狂いパレット／DEAR SADDAM／愛の参加／さむい
- EASY （1993年5月25日、徳間ジャパンコミュニケーションズ）

鐘の音／凍りついた夜空／GIVE ME WATER／新しい朝／拍手を／ひとりぼっちが宝物だった／雪のせいじゃない
- CLIMB （1993年9月25日、徳間ジャパンコミュニケーションズ）

海を見ていた日／プラットホーム／サイコロ／壊れかけた君へ／届くことのない手紙／消えない／急いで繁みに身を隠せ／ぎらつくうみ
- LADDER （1993年12月21日、徳間ジャパンコミュニケーションズ）

かまいはしない／二人ならすぐに二人だけの場所を見つけられる／EASY CLIMB LADDER／DEEP BLUE／錆びついて疑わしい思い出／LESS THAN ZERO／さあ
『DEEP BLUE』は『紺碧の艦隊』アニメ版のエンディングテーマ。
- ヴァーミリオン・スカイ （2005年2月22日、PLUSONE Records）

スポンジのように／空っぽになれるほど満たされてみたい／照らしてくれ!!太陽／ゴメンネ／引き返すには遠い／おしまい。／あてはないけど／TA-NE／NA-ZE?／1000年の夢／VERMILION SKY
yoga resort 結成以前に製作していた音源を集めたアルバム。